# Archroma
Archroma ist ein Schweizer Chemieunternehmen im Besitz von SK Capital. Das Unternehmen entstand 2013 als Spin-off von Clariant. 2015 wurde der Geschäftsbereich Textilchemikalien von BASF übernommen. Archroma kaufte 2023 die Textile Effects-Sparte der Huntsman Corporation. Es beschäftigt 4500 Mitarbeiter in 42 Ländern mit über 30 Produktionsstätten.

## Produkte
Archroma stellt u. a. Emulsionen (Mowilith), Papierfarbstoffe, Textilfarbstoffe,  per- und polyfluorierte Alkylverbindungen zur Hydrophobisierung von Oberflächen (Cartafluor, Nuva N) und optische Aufheller (Hostalux, Leucophor) her.